# 波图格萨州
波图格萨州（西班牙語：Estado Portuguesa）是南美洲國家委内瑞拉23個州中的一個，是該國的一級行政區之一，位於委國西北部。波图格萨州面积15,200平方公里。其州名源于穿过该州的波图格萨河。经济以畜牧业为主，农作物有水稻、咖啡等。波图格萨是委内瑞拉第一大水稻生产地，水稻种植面积占全国62％。被称为委内瑞拉的“谷仓”。
首府瓜纳雷市名源于瓜纳雷河，距該國首都加拉加斯425公里。人口13万，年均温攝氏28度。瓜纳雷的重要性在于它是委内瑞拉“精神上”的首都。1942年，科罗莫托圣女（la Virgen de Coromoto）被教皇利奥七世宣布为委内瑞拉守护神，圣女神殿即座落于瓜纳雷市玻利瓦尔广场，这使该州宗教旅游颇具吸引力。